# Борьба за Баку (1805—1806)
Борьба за Баку — боевые действия российских армии и флота во время русско-персидской войны 1804—1813 гг. с задачей захвата Баку, столицы ханства, зависимого от Персии.

## Предыстория
С началом войны по планам российского военного командования на Кавказе главной целью действий Каспийской флотилии должны были стать порт и крепость Баку. Однако корабельный состав к проведению такой операции был не готов, поэтому проведение военно-морской операции против Баку решено было перенести на следующее лето. Военно-политические последствия кампании 1804 года заставили генерала от инфантерии П. Д. Цицианова, главнокомандующего российскими войсками в Закавказье, скорректировать первоначальные планы войны вдоль каспийского побережья: теперь главной целью десантной экспедиции являлся не Баку, а Энзели. Однако неудача Гилянской экспедиции заставила Цицианова вернуться к первоначальному плану и отдать приказ генерал-майору И. И. Завалишину, командовавшему экспедицией, захватить город и порт.

## Экспедиция Завалишина
20 июля отряд генерала Завалишина погрузился в Энзели на суда Каспийская флотилия и направился в сторону Баку. 12 августа он занял бакинский порт. Днем позже Гусейн-Кули-хан прислал одного из беков узнать о причине прихода русского флота. Завалишин ответил, что прислан по повелению русского императора занять Баку, требует сдачи города и крепости и дает на размышления два дня. По истечении назначенного срока хан запросил еще два месяца отсрочки. 
15 августа Каспийская флотилия начала бомбардировку города из двух мортир, которая длилась неделю, выпустив в общей сложности чуть более ста ядер, а 22 августа высадила несколько десантных групп для занятия господствующих высот и установки на них артиллерийских батарей. Однако все эти действия особого успеха не имели, а вскоре на выручку бакинцам пришел 3-тысячный отряд Шейх-Али-хана дербентского, который 3-4 сентября заставил русские десантные команды перейти на корабли. 6 сентября на бакинском рейде Завалишин собрал военный совет из офицеров флотилии, на котором было решено отступить на остров Сара близ Ленкорани.

## Поход Цицианова
Князь Цицианов, недовольный результатами Гилянской экспедиции и поражением под Баку, в декабре 1805 года сам предпринял новую попытку захватить столицу ханства с силами в две тысячи штыков и сабель. Войска шли через Ширванское ханство, которое Цицианов «мимоходом» присоединил к российским владениям. Князь приказал известить Гусейн-Кули-хана, что идет с твердым намерением или взять город, или умереть под его стенами. Гусейн-Кули, лишившийся поддержки кубинского и шемахинского ханов, а также потерявший надежду на помощь иранских сил, был вынужден обратиться к Мустафе-хану Шемахинскому с просьбой о посредничестве. Однако российский военачальник отклонил предложение о мире.
30 января 1806 года русские войска остановились близ урочища Нахар-Булаг, откуда князь Цицианов вновь потребовал сдать город. Явное неравенство сил вынудили Гусейна-Кули капитулировать. Утром 8 февраля Цицианов, отправившийся навстречу хану, чтобы получить ключи от города, был убит в упор из пистолета. Одновременно осажденные открыли с крепостной стены огонь из всех орудий по отряду, стоявшему у колодца.
Оставшийся старшим в отряде генерал-майор Завалишин поспешно отступил от крепости. Он посадил войска на суда и отплыл с ними в Дагестан, откуда с трудом отступил к границе.

## Поход Глазенапа / Булгакова
Гибель генерала Цицианова под стенами Баку не изменила планы российского правительства. В мае 1806 года для захвата Баку, Кубы и Дербента был направлен генерал-лейтенант Г. И. Глазенап с отрядом 2500 человек, который двинулся с Северного Кавказа вдоль побережья Каспийского моря в сторону Баку. 22 июня русские войска взяли Дербент, куда через месяц прибыл генерал от инфантерии С. А. Булгаков, назначенный новым командиром похода, который сначала отправился в Кубу, а оттуда в направлении Баку с присоединившимся к нему Мирза-Мухаммед-ханом.
Приближаясь к Баку, Булгаков встретился у горы Беш-Бармак с приближённым Гусейн-Кули-хана Казем-беком, отправившимся по приказу хана со знамёнами и ключами от крепости. Хотя Булгаков обещал, что и хан и жители Баку не пострадают, Гусейн-Кули, боясь наказания, бежал со свой семьей в Кубу, а оттуда в Ардебиль. 
3 октября российские войска вошли в Баку, тем самым покорив Бакинское ханство, которое было включено в состав Российской империи. Захватив Баку и Бакинское ханство, российское командование в первую очередь издало приказ о массовом разоружении населения.